# Jaromír Fajkus
Jaromír Fajkus (25. března 1924, Pstruží, Československo – 30. června 2009, Havířov, Česko) byl český malíř a výtvarník, tvůrce ve stylu realismu a imprese. Věnoval se také mozaice, grafice, vitrážím a sgrafitu. Téměř celý život žil v Havířově v moravskoslezském kraji. Malířství studoval na Akademii výtvarných umění v Praze a Repinově institutu Akademie umění SSSR v Leningradě. Náměty jeho obrazů byly Rusko, Střední Asie, krajina Moravy, Slezska a Šumavy, květiny a zátiší, figurální malby, portréty žen a dětí a také jemné ženské akty.

## Životopis
Narodil se 25. března 1924 ve Pstruží u Frýdlantu nad Ostravicí v rodině kováře a textilní dělnice. Absolvoval obecnou školu, měšťanskou školu a pak se vyučil kotlářskému řemeslu ve Vítkovických železárnách v Ostravě, kde do roku 1947 pracoval. Po základní vojenské službě ve VHÚ Praha byl zaměstnán krátce jako kreslič v Praze. Již v Ostravě a pak i v Praze navštěvoval večerní kursy kresby, deskriptivní geometrie a ruštiny.
V roce 1950 nastoupil v Liberci do státního kurzu pro přípravu pracujících na vysoké školy, výtvarný obor, v jehož průběhu byl, jako jeden z mála, vybrán ke studiu na AVU Praha. V průběhu studia u národního umělce akad. malíře Jana Želibského a u akad. malíře Karla Mináře byl navržen a vyslán ke studiu v Leningradě, kde studoval v letech 1953–1959 na Repinově institutu Akademie umění SSSR v ateliérech profesorů Frence, Ivanovského, Bělousova a Mojsejenka. V rámci studia procestoval za uměním a náměty Ukrajinu, Lotyšsko, Estonsko, okolí Leningradu a Moskvy, šest měsíců strávil na Krymu, Kavkazu a cestováním po Střední Asii. V nádherném Samarkandu se setkal a poté i udržoval kontakt s tamější ruskou malířkou, národní umělkyní Uzbekistánu, Zinaidou M. Kovalevskou.
Po ukončení studia v Leningradě absolvoval tzv. Čestný rok na Akademii výtvarných umění v Praze u národního umělce Karla Součka.
V roce 1960 se oženil a usadil v Havířově, kde žil a pracoval až do svého skonu 30. června 2009. Kromě neustálé malířské tvorby vedl ve Slezsku a na Moravě řadu výtvarných kurzů a kroužků pro mladé talenty a zájemce, vystavoval zde jak samostatně, tak na společných výstavách s ostatními výtvarníky. Byl členem Svazu čs. výtvarných umělců (od r. 1960), členem Tvůrčí skupiny Bezruč až do ukončení její činnosti v roce 1973, členem Sdružení umělců slezských až do rozpuštění v roce 1973 a členem Unie výtvarných umělců.

## Dílo
Byl umělcem staré školy, kde byl veden k počátečnímu mistrovskému zvládnutí malířského řemesla a teprve následnému hledání vlastního uměleckého vyjádření, s čímž se plně ztotožnil. V jeho díle se toto přesvědčení projevilo počátečním zvládnutím realistického ztvárnění, které od počátku pokračovalo směrem k impresi jako vyšší úrovni zobrazení reality. V jeho díle je obvykle základem reálný objekt, který je ovšem ztvárněn více či méně jako jeho vlastní představa. Na obraze pak divák vidí věrně zobrazenou, krásnou malířovu vizi.
Jeho tvorba byla v letech své největší aktivity (1960–1985) vystavována na mnoha regionálních samostatných i společných výstavách obrazů a grafik. Jeho poslední vlastní výstava se konala v roce 2009 u příležitosti 85. narozenin v havířovské galerii Radost (asi 70 olejů, kreseb a grafik), poslední vzpomínková výstava pak v roce 2014 u příležitosti nedožitých 90. narozenin v areálu Městské knihovny v Havířově (asi 60 olejů a grafik).

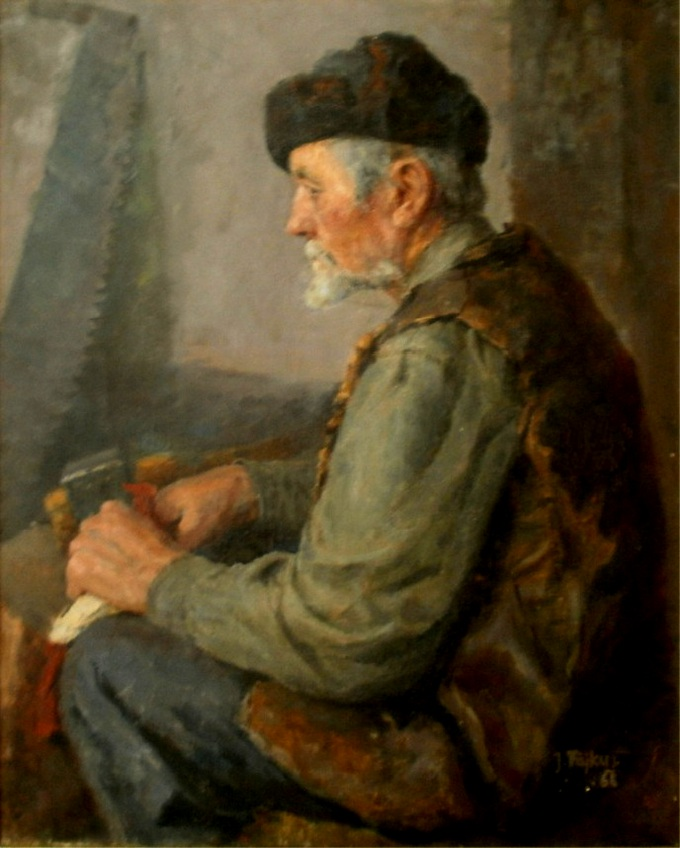
Ruský venkovan, 1956, 56x70cm, olej, práce z 3. ročníku akademie Repinova institutu v Leningradě
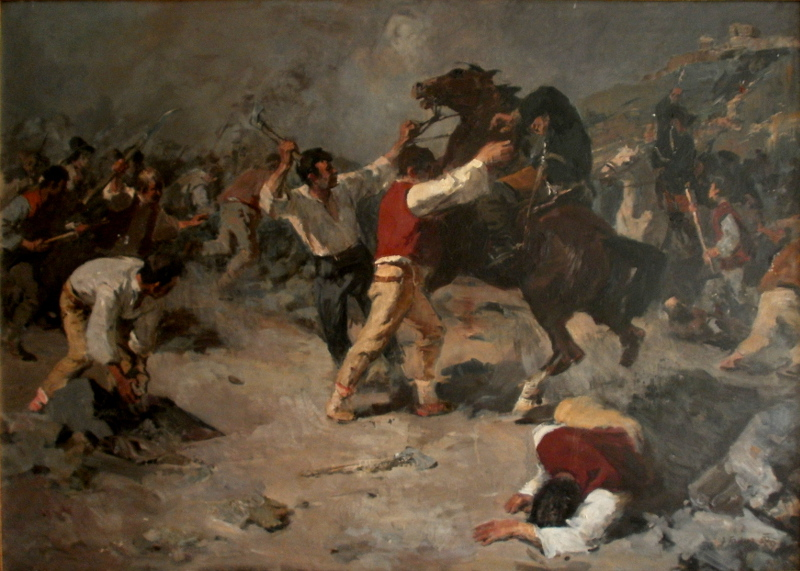
Selské povstání na Hukvaldech, 1959, 172x120cm, olej, obhájeno jako státní diplomová práce, jeden ze dvou autorských exemplářů je vystaven v DKLJ Havířov
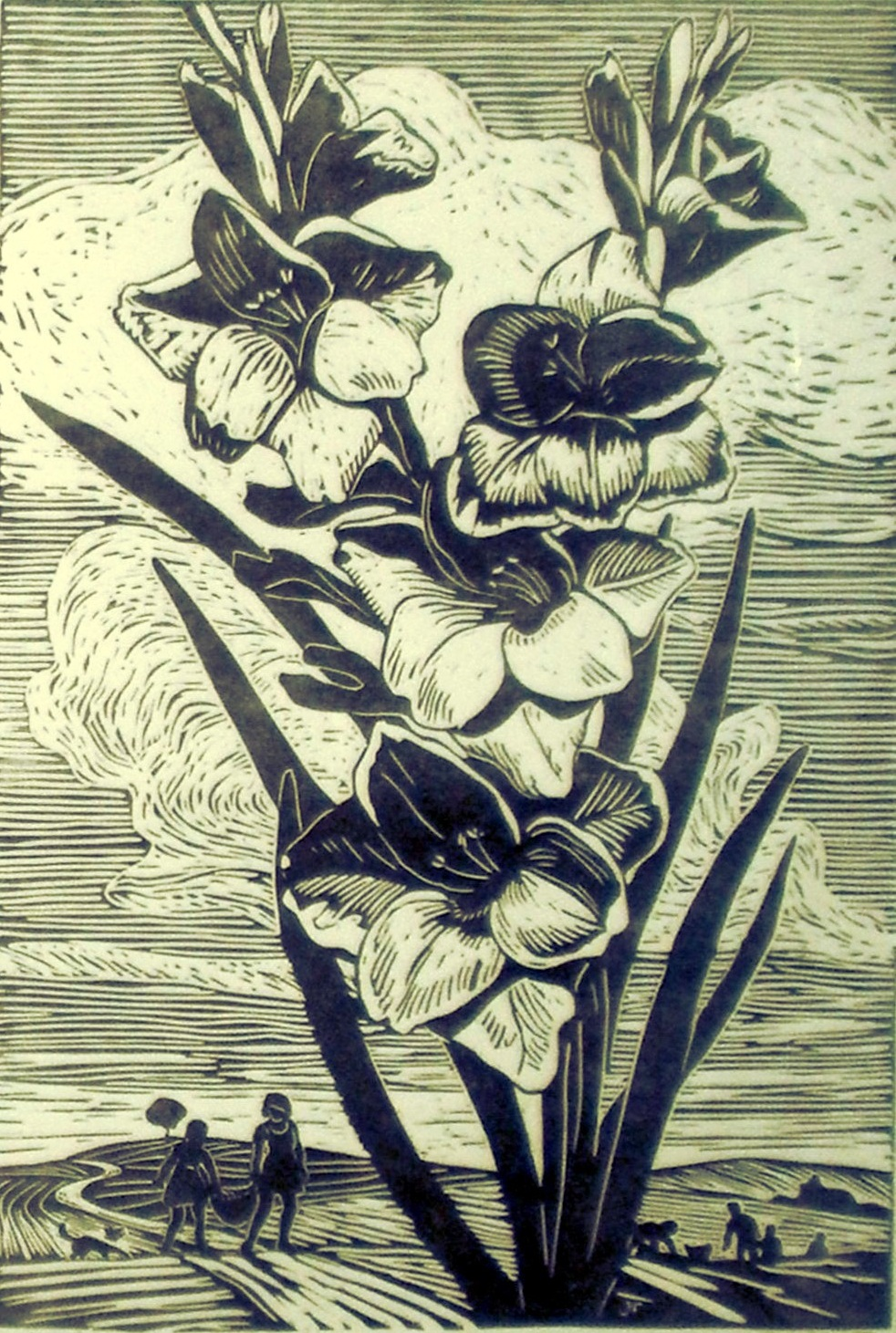
Mečíky, 1965, 30x45cm, grafika
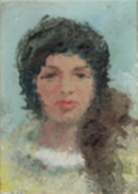
Zdislava, 1976, 18x26cm, olej
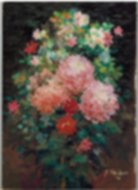
Pestrá kytice, 1991, 18x26cm, olej
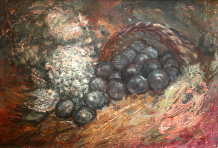
Převrácený košík, 1991, 35x25cm, olej
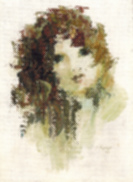
Děvčátko, 1999, 17x25cm, olej